# Legeriomyces grandis
Legeriomyces grandis är en svampart som beskrevs av Juan Wang, Strongman & S.Q. Xu 2010. Legeriomyces grandis ingår i släktet Legeriomyces och familjen Legeriomycetaceae.   Inga underarter finns listade i Catalogue of Life.